# Acktjärnen (Arbrå socken, Hälsingland)
Acktjärnen var en sjö, nu tjärn, i Bollnäs kommun i Hälsingland och ingår i Ljusnans huvudavrinningsområde. Sjön/våtmarken har en area på 0,0986 kvadratkilometer och ligger 166 meter över havet.
I tjärnen finns det abborre, gädda och mört. En gång i tiden fanns även öring men dem försvann när någon planterade gädda där.

## Delavrinningsområde
Acktjärnen ingår i det delavrinningsområde (682209-153408) som SMHI kallar för Mynnar i Kyrksjön. Medelhöjden är 198 meter över havet och ytan är 10,98 kvadratkilometer. Räknas de 3 avrinningsområdena uppströms in blir den ackumulerade arean 41,03 kvadratkilometer. Sannån som avvattnar avrinningsområdet har biflödesordning 2, vilket innebär att vattnet flödar genom totalt 2 vattendrag innan det når havet efter 71 kilometer. Avrinningsområdet består mestadels av skog (70 procent) och jordbruk (11 procent). Avrinningsområdet har 0,1 kvadratkilometer vattenytor vilket ger det en sjöprocent på 0,9 procent.